# Giaura borneonis
Giaura borneonis är en fjärilsart som beskrevs av Embrik Strand 1917. Giaura borneonis ingår i släktet Giaura och familjen trågspinnare. Inga underarter finns listade i Catalogue of Life.